# Bataille de Khan Younès (2023-2024)
Pour les articles homonymes, voir Bataille de Khan Younès.
Guerre à Gaza depuis 2023
Batailles
Chronologie
- 2023
- 2024

Engagements militaires
- Attaque du Hamas contre Israël
  - Réïm
  - Sdérot
  - Sufa
  - Zikim
- Guerre Israël-Hezbollah
  - Invasion israélienne du Liban
- Invasion israélienne de la bande de Gaza
  - Beit Hanoun
  - Siège de Gaza
    - Hôpital Al-Shifa
    - Shuja'iyya

  - Khan Younès
- Incursions israéliennes en Cisjordanie
- Rafah

Attaques et massacres
- Festival de musique de Réïm
- Netiv HaAsara
- Alumim
- Be'eri
- Ein Hashlosha
- Holit
- Kfar Aza
- Kissoufim
- Nahal Oz
- Nir Oz
- Nirim
- Nir Yitzhak
- Camp de Jabaliya
  - Attaque du 31 octobre
- Al-Shati
- Tour Hajji
- Évacuations de Gaza
- Poste de frontière d'Erez
- Hôpital Al-Ahli Arabi
- École de l'UNRWA
- Église Saint-Porphyre
- Convoi médical d'Al-Shifa
- Camp d'Al-Maghazi
- École Al-Buraq
- Massacre de la farine
- Tel al-Sultan

Débordement
- Implication des Houthis
  - Attaques de Taba et Nuweiba
  - Détournement du Galaxy Leader
  - Opération Gardien de la prospérité
  - Attaque du Maersk Hangzhou
  - Frappes au Yémen
  - Opération Aspides
- Attaques des bases américaines au Proche-Orient
  - Tour 22
  - Bombardements du 3 février 2024
- Assassinat de Saleh al-Arouri
- Conflit Iran-Israël
  - Damas
  - Bombardements d'avril 2024
  - Bombardements d'octobre 2024

Voir aussi
- Crise humanitaire
- Enlèvements
- Blocus de la bande de Gaza
- Crimes de guerre
- Pertes humaines
- Évacuations
  - Nord de la bande de Gaza
- Couverture médiatique
- Réactions internationales
- Manifestations
- Anti-palestinisme
- Islamophobie
- Antisémitisme

La bataille de Khan Younès, qui s'est transformée en siège militaire à partir du 23 janvier 2024, est un affrontement de l'offensive terrestre israélienne de Gaza pendant la guerre à Gaza, s'étant déroulé de décembre 2023 à avril 2024. L'affrontement s'avère indécis, Tsahal repliant ses forces dans le sud de la bande de Gaza pour mener son offensive sur Rafah en mai 2024.
La ville est entièrement détruite à la fin des opérations israéliennes à la fin avril.
L'armée mène deux incursions de plusieurs semaines en juillet et août 2024,.

## Déroulement

### Premiers affrontements (décembre 2023)
Le 1er décembre 2023, les forces de défense israéliennes mènent des raids aériens sur la ville de Khan Younès à l'aide d'avions de combat de l'armée de l’air israélienne, frappant plus de 50 cibles dans la région. Ces raids aériens et frappes d’artillerie se poursuivront en grand nombre pendant les jours suivants.
Le 3 décembre, les forces israéliennes annoncent l’extension de l’invasion terrestre au sud de Gaza en utilisant des forces terrestres et blindées. Le même jour, le Hamas annonce avoir ciblé des troupes et des véhicules blindés israéliens à l'aide de mortiers et de lance-roquettes Yassine.
Le 5 décembre, les forces israéliennes revendiquent la prise du centre-ville de Khan Younès. Selon eux, il s'agit de la journée de combats la plus intense depuis le début des opérations terrestres, en termes de combattants du Hamas éliminés, de nombre d'engagements et de tirs depuis le sol et les airs.
Le Jihad islamique palestinien publie une vidéo montrant des combattants affrontant les forces israéliennes pénétrant à l'est de la ville. De plus, le Hamas annonce avoir dénombré la destruction totale ou partielle de 24 véhicules militaires à Khan Younès. Ils revendiquent également l'élimination de 8 soldats israéliens par des attaques menées par des tireurs d'élite et la destruction d'un bâtiment abritant des troupes israéliennes à l'aide d'un baril explosif et des explosifs TBG[réf. nécessaire].
Le 10 décembre, Tsahal annonce la mort de six de ses soldats lors de combats à Khan Younès.
Le 18 décembre 2023, l'unité Duvdevan et l'unité Oketz ont détruit plusieurs tunnels de combat et une usine de drones lors de leur avancée dans la ville, au prix de sept soldats israéliens tués. La destruction des plateformes de lancement de missiles dégrada la capacité du Hamas à mener des frappes de roquettes sur Israël. Le Hamas transférerait des forces de la totalité de la bande de Gaza pour renforcer la brigade Khan Younès dont la destruction, selon les Tsahal, prendra des mois.
Le 19 décembre, les brigades al-Qassam annoncent avoir fait exploser une maison piégée lors de l'arrivée des forces israéliennes dans le bâtiment. Une situation similaire est revendiquée par la branche militaire de l'organisation palestinienne Hamas, effectuée à l'aide de charges antipersonnel et d'obus thermobariques. Selon al-Qassam, les deux attaques ont tué et blessé des soldats israéliens, mais sans preuves pour étayer leurs affirmations. À la suite de ces embuscades, les forces de Tsahal sont renforcées par une brigade supplémentaire et une force du génie.
Le 23 décembre, les brigades al-Qassam affirment avoir attiré cinq ingénieurs israéliens des forces spéciales dans un tunnel truffé d'explosifs à l'est de Khan Younès, provoquant la mort des membres du groupe.

### Siège de la ville (janvier – avril 2024)
Le 4 janvier 2024, Tsahal revendique avoir considérablement dégradé le commandement et le contrôle des bataillons Nord et Est de la brigade Khan Younès du Hamas avec la destruction des systèmes de tunnels, des infrastructures et la mort de commandants de compagnie. La 4e brigade israélienne attaque le flanc sud de la brigade Khan Younès du Hamas alors que Tsahal encercle la ville. À leur tour, les forces d'opérations spéciales navales du Hamas renforcent les combattants palestiniens à Khan Younès via des systèmes de tunnels tandis que les  brigades des martyrs d'Al-Aqsa, les brigades de la résistance nationale et les brigades Al-Qods combattent Tsahal dans différents quartiers de la ville.
Le 12 janvier, les frappes aériennes dirigées par la 98e division israélienne ont tué un commandant des forces Nukhba du Hamas et six autres combattants du Hamas, le commandant ayant participé aux attaques du 7 octobre contre Israël. Les FDI ont également détruit les caches d’armes trouvées dans la zone. Les brigades Al-Qods attaquent un bulldozer israélien, tout en tirant au mortier contre les forces israéliennes dans le centre de la ville, en collaboration avec les brigades des martyrs d'Al-Aqsa.
Le 21 janvier, les forces israéliennes découvrent un tunnel souterrain dans une zone civile de Khan Younès contenant cinq cellules de prison où le Hamas aurait gardé les otages enlevés le 7 octobre. Tsahal publie des dessins d'enfants comme preuve que les otages y étaient détenus.
Le 22 janvier, le civil palestinien Ramzi Abou Sahloul est abattu par un tir de sniper à proximité de l'université Aqsa Khan, alors qu'il levait les mains en l'air et qu'un homme à sa gauche agitait un drapeau blanc,.
Le 24 janvier, vingt et un soldats israéliens sont tués dans une explosion et l'effondrement d'un bâtiment à Khan Younès, ce qui en fait le jour le plus meurtrier pour les forces de défense israéliennes depuis le début de l'invasion terrestre.
Le 1er février, le ministre de la Défense Yoav Gallant se rend dans la ville et annonce le démantèlement de la totalité des bataillons du Hamas à Khan Younès, mais Tsahal ne revendique pas encore le contrôle opérationnel de la zone.
Le 15 février, Tsahal effectue un raid dans l'hôpital Nasser, sous prétexte que plusieurs otages israéliens sont détenus dans cet établissement par le Hamas, ou le bâtiment contient peut-être les corps de certains otages décédés. À la suite de l'opération, des dizaines de personnes sont arrêtées par Tsahal, accusés d'être des combattants.
Le 18 février, la brigade Khan Younès du Hamas n'existerait plus en tant qu'entité militaire selon Tsahal, bien que d'autres milices alignées sur le Hamas poursuivent leurs attaques dans la ville.
Le 19 février, Tsahal rapporte l'achèvement des opérations de nettoyage dans l'ouest de la ville, les forces israéliennes menant des frappes aériennes pour éliminer les unités du Hamas tentant d'avancer vers Khan Younès. Le front démocratique de libération de la Palestine revendique des attaques à l'aide d'IED et de RPG contre les forces israéliennes près de l'hôpital Nasser. Selon le Hamas, ses combattants sont revenus des zones de combat dans l'ouest de Khan Younès après avoir pris pour cible 15 soldats israéliens dans une maison.
Le 9 mars, Visegrád 24, un compte de réseau social polonais sur X (anciennement Twitter), affirme que le Hamas a été vaincu par Israël dans la ville. Toutefois, cela est contesté le même jour par l'Institut pour l'étude de la guerre, le Hamas « demeurant efficace au combat » à Khan Younès.
Le 10 ou le 11 mars, l'ancien attaquant star des Chabab de Khan Younès (ar), Mohammed Barakat (en), est tué avec plusieurs membres de sa famille dans un bombardement israélien contre sa maison,.
Le 6 avril, quatre soldats israéliens sont tués dans une embuscade à Khan Younès. Deux jours plus tard, les médias militaires des brigades al-Qassam évoquent l'opération, baptisée Embuscade des Justes, décrivant une attaque complexe et méticuleusement planifiée en plusieurs phases.
Le 7 avril, la totalité des forces israéliennes se retirent de Khan Younès. Lors d'une annonce le même jour, le ministre de la Défense Yoav Gallant affirme que les forces du Hamas ont cessé d'exister en tant que force militaire dans la ville et qu'un retrait est en cours pour préparer l'offensive sur Rafah. Cependant, des roquettes sont tirées par les forces palestiniennes à Khan Younès immédiatement après le retrait de Tsahal. Le conseiller en communications pour la sécurité nationale de la Maison Blanche, John Kirby, affirme qu'il s'agit d'un « repos et d'un réaménagement » plutôt que d'une préparation à une offensive. Selon l’Institut pour l’étude de la guerre, citant des sources non précisées au sein de Tsahal, les Israéliens espèrent que le retrait permettra aux Palestiniens déplacés de Rafah de migrer vers certaines parties des ruines de Khan Younès et du centre de la bande de Gaza, ce qui faciliterait une opération israélienne de nettoyage de Rafah.

### Incursions de Tsahal (juillet - août 2024)
Le 9 juillet, des dizaines de personnes meurent dans le bombardement d'une école abritant des réfugiés. Trois autres écoles abritant des déplacés ont été bombardées entre le 6 et le 8 juillet par l'armée israélienne, faisant au moins 20 morts. L'armée israélienne lance une nouvelle offensive sur la ville en juillet 2024. Environ 170 Palestiniens sont tués les cinq premiers jours, des centaines sont blessés et plus de 180 000 doivent quitter la ville,.
Les forces israéliennes lancent une incursion à Khan Younès le 9 août 2024,,. La bataille représente la troisième opération terrestre distincte à Khan Younès par Israël contre les forces palestiniennes dirigées par le Hamas, après le premier siège et une brève incursion dans la ville en juillet. Le 30 août, Israël annonce son retrait, déclarant avoir « terminé son opération divisionnaire » dans la région, après avoir tué plus de 250 combattants et détruit de nombreux édifices.

## Bombardements épisodiques (août 2024 - janvier 2025)
Un jet F-35 a été utilisé par Israël en juillet 2024 pour larguer trois bombes de 907 kg (2 000 lb) sur Al-Mawasi à Khan Younès. Au moins 40 personnes sont tuées et 60 blessées dans un bombardement israélien sur une zone humanitaire dans la nuit du 9 au 10 septembre 2024. Au moins 20 personnes sont tuées dans des bombardements le 25 octobre 2024. Le 9 novembre, neuf personnes sont tuées dans des frappes sur des tentes de personnes déplacées. Le 4 janvier 2025, trois personnes dont un enfant sont tuées dans une frappe israélienne sur leur maison. Le 13 janvier 2025, dix personnes sont tuées dans une frappe israélienne. Une petite fille d'un an, ses parents, son grand-père et son oncle figurent parmi les victimes.

## Conséquences
À la suite du retrait des forces israéliennes, la Défense civile palestinienne a accédé à la ville et a jusqu'à présent pu extraire 280 corps. Selon leurs estimations, environ 8 000 civils gisent sous les décombres de Khan Younès. Le 22 avril 2024, l'équipe de la Défense civile palestinienne a découvert une fosse commune près du complexe médical Al-Nasser. Le 23 avril 2024, le Haut-Commissaire des Nations Unies aux droits de l'homme, Volker Türk, appelle à une enquête internationale après la découverte de cette fosse commune.
Le 7 octobre 2024, jour du premier anniversaire du début de la guerre, le Hamas lance des roquettes sur Tel-Aviv depuis Khan Younès, démontrant l'échec de l'armée israélienne d'anéantir le groupe terroriste dans la ville. À la suite de cette attaque, l'armée israélienne ordonne une évacuation de la région de Khan Younès.
L'armée israélienne mène une brève incursion de plusieurs heures dans la soirée du 24 octobre, se retirant le lendemain,.
Après la mise en œuvre du cessez-le-feu de 2025 entre Israël et le Hamas, des combattants du Hamas défilent dans les rues de la ville,.